# Douglas Hyde
Douglas Hyde, född 17 januari 1860 i Castlerea i Roscommon, död 12 juli 1949 i Dublin, var en irländsk politiker och författare, känd under pseudonymen An Craoibhín Aoibhinn. Hyde var Irlands förste president, åren 1938-1945.
Hyde var son till en protestantisk präst och växte upp i en gaelisk bygd på Västirland och gjorde sig där förtrogen med iriska och folkets traditioner. Som student i Dublin fick han en klar inblick i iriska språkets dåliga ställning och slöt sig till de sällskap som då fanns till språkets stöd, Society for the preservation of the Irish language och Gaelic union, av vilka det senare utgav tidskriften Gaelic journal. Båda utgjordes av exklusiva kretsar med ringa räckvidd. Hyde grundade därför 1893 Gaelic League som vände sig till alla samhällsklasser och partier och fick en oerhörd betydelse för Irlands kulturella och nationella liv. Hyde var ordförande till 1915, då han av politiska skäl avgick. Utom den folkminnesinsamling, som Hyde genom Gaelic leagues tävlingar fick till stånd, gjorde han även själv rika insamlingar. Till exempel har han utgett på gaeliska med fransk översättning A sgéaluidhe Gaedhealach (1895-1901, "Den gaeliske sagoberättaren") och på gaeliska med engelsk översättning Beside the fire (1910), Lovesongs of Connacht och The religious songs of Connacht (1904). Dessutom har Hyde skrivit en mängd teaterstycken på gaeliska, i vilka han själv ofta uppträtt som skådespelare. Grundläggande är hans A literary history of Ireland (1910). Hyde var från 1909 professor i nyageliska vid National University i Dublin.
Hyde var 1938-45 Irlands förste president.